# (2699) Kalinin
(2699) Kalinin es un asteroide perteneciente al cinturón de asteroides, descubierto el 16 de diciembre de 1976 por la astrónoma soviética Liudmila Chernyj desde el Observatorio Astrofísico de Crimea.

## Designación y nombre
Designado provisionalmente como  1976 YX . Fue nombrado Kalinin en honor al político soviético Mijaíl Kalinin.